# Període arcaic d'Amèrica

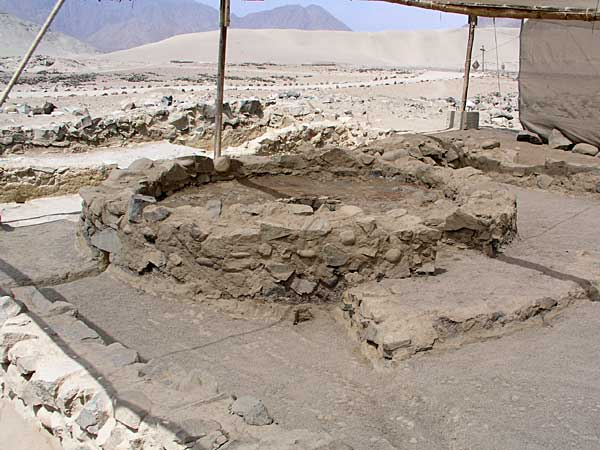
Restes arqueològiques de Caral, un assentament urbà corresponent al Període Arcaic o Preclàssic en l'actual Perú.

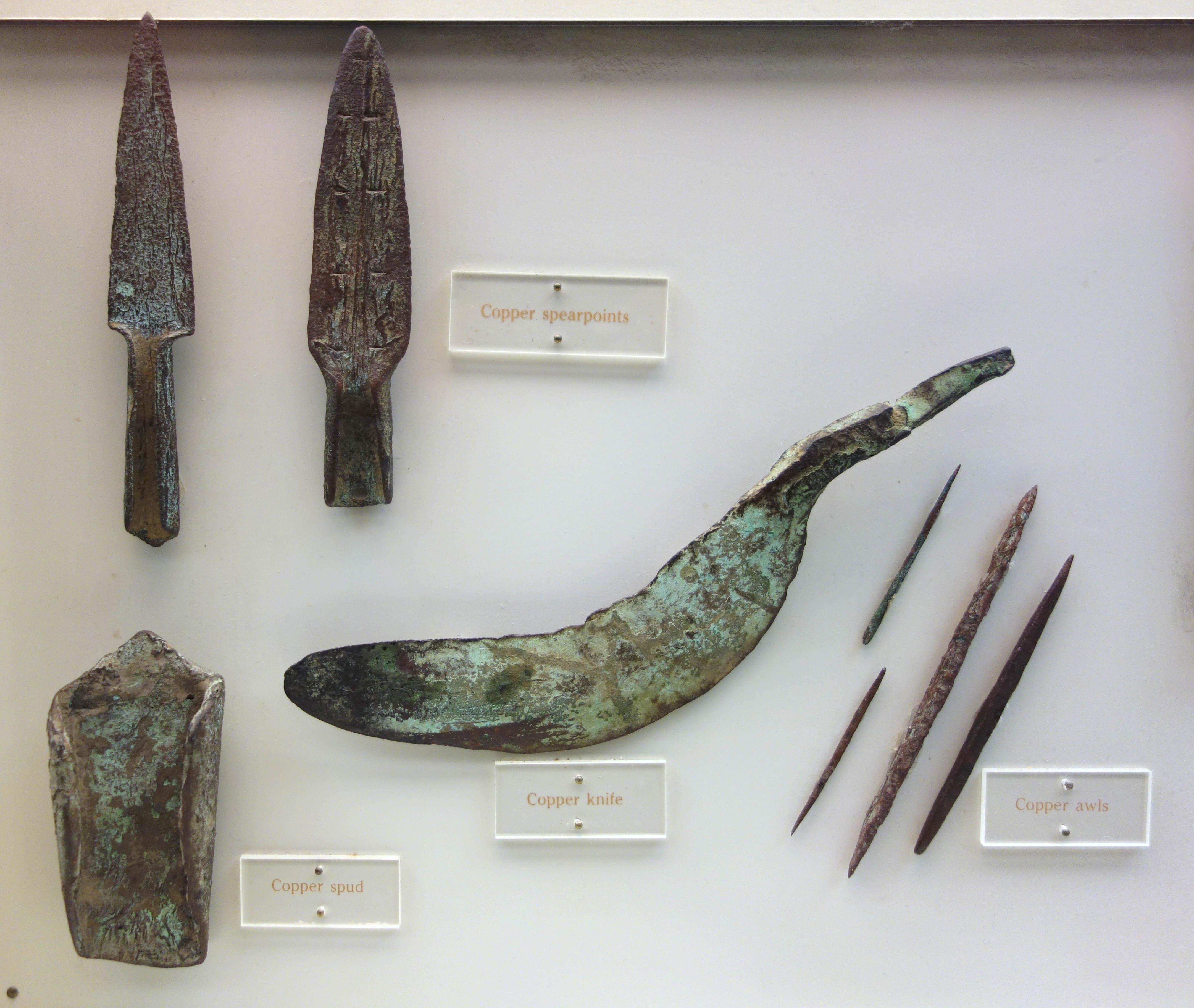
Ganivet de coure, puntes de llança i punxons del darrer període arcaic, Wisconsin, 3000 aC-1000 aC

El període arcaic d'Amèrica va començar fa aproximadament 10 mil anys (8000 aC) i coincideix amb els inicis de l'Holocè, és a dir, quan van acabar les glaciacions i el planeta sencer va sofrir un escalfament global. És possible que aquest fenomen planetari incidís perquè els pobles prehistòrics, íntegrament nòmades, descobrissin l'agricultura i iniciessin un procés de sedentarització. Aquest procés conduiria a un altre factor: el naixement de les primeres ciutats, que a Amèrica es van presentar gairebé plegades amb la fundació de les més antigues ciutats del món a Orient Mitjà i Xina especialment. L'inici de l'apogeu de la civilització Olmeca tanca aquest període arcaic cap al 1500 aC. El període arcaic d'Amèrica coincideix amb el Neolític de la periodització de la prehistòria universal humana.

## Agricultura i domesticació
L'agricultura sorgeix en tot el planeta amb l'inici de l'Holocè, és a dir, l'escalfament global del planeta que va acabar l'era glacial. L'home primitiu comença un procés gradual de sedentarització obligat pel cultiu. Els cultius en el seu procés cíclic creen les tradicions, contribueixen al fet que el poble desenvolupi nous instruments, desenvolupi el llenguatge i creu una cultura molt més elaborada. El nòmada primitiu tenia menys temps per tot això. Els cultius creen riqueses a protegir (els productes han d'emmagatzemar-se per prevenir eventuals desastres naturals que alterin les collites) i els pobles sedentaris, en un procés que no va ser immediat sinó llarg, gradual i que va implicar prova-error, comença també a crear el concepte de ciutat com un lloc determinat per salvaguardar-se i salvaguardar les seves noves riqueses.
L'activitat agrícola en Amèrica datades del període arcaic és evident i demostrable, abans de res quant a la manera d'organització, aquestes s'organitzaven en tribus exogàmiques; això significa que cada tribu tenia un nombre determinat de membres que quan superaven la capacitat alimentosa del conjunt, algun havia de ser expulsat per donar naixement a una nova tribu.
Durant aquest període, l'home és fonamentalment recol·lector, caçador i/o pescador; té la companyia d'animals que l'acompanyen i el seu lideratge es basa en la teoria del més apte, qui ha de demostrar la seva supremacia per poder conservar el lideratge del grup.
Així mateix, el canvi en la manera de subsistir també influeix en els canvis tecnològics, les armes es tornen més petites i afilades, destinades a la caça d'animals més petits com a conills, cérvols, etc. L'home crea el llençadards, boladores i altres tipus de paranys.
Producte de descobrir la collita anual, les tribus han d'organitzar-se d'una altra manera, es tornen necessàriament més cooperatives entre si, tot el que no és recol·lectat es perd i es podreix, amb la qual cosa comencen a sofisticar-se l'organització econòmica i política, en el que refereix a divisió de territoris i comercial, en l'intercanvi de productes.
Més endavant es comprovarà que el que va començar sent una tribu, derivarà en llogarets per convertir-se, en alguns casos, en grans imperis, tal és l'exemple d'Egipte i Mesopotàmia i costa est dels Estats Units, a part de les civilitzacions sedentàries que van sorgir a Amèrica del Sud al voltant del 4000 a. de C. do per nombres jaciments arqueològics que contenen restes d'eines lítiques utilitzades per llaurar i aliments fòssils. Gairebé tots els països contemporanis d'Amèrica tenen evidències d'activitat agrícola i es pot saber que els productes de major cultius van ser blat de moro, carabassa i patatas entre molts altres que en l'actualitat són productes contemporanis i originaris del continent.
S'ha trobat animals domèstics i altres a Mesoamèrica i Sud-amèrica amb datacions de fins fa 10 mil anys i al continent es va donar a la vegada que a la resta del planeta, és a dir, durant el Neolític. El següent quadre comparatiu mostra el sorgiment de la domesticació tant d'animals com de plantes en diferents parts del món i pot veure's l'esment a llocs americans:
Caral-Supe, amb datacions que la situen en el 2627 aC, és a dir, gairebé a l'una amb les ciutats mesopotàmiques, egípcies, índies i xineses, és la ciutat la datació arqueològica de la qual la posen com la més antiga del continent.
Quant a la manera d'organització, aquestes s'organitzaven en tribus exogàmiques; això significa que cada tribu tenia un nombre determinat de membres que quan superaven la capacitat alimentària del conjunt, algun havia de ser expulsat per donar naixement a una nova tribu.

## Nuclis
En acabar l'última glaciació, es produiria la transició a l'agricultura del blat de moro a partir de la recol·lecció intensiva de vegetals. També apareixen els primers poblats estables i nombroses cultures que viuen de l'explotació intensiva de recursos del mar, les restes del qual més típics són els cloïssers, grans munts de desaprofitaments de petxines de mol·luscs. Aquesta transició va ser més intensa en Mèxic i en el centre-nord dels Andes (les dues zones nuclears fonamentals d'Amèrica). Concretament als Andes sobresurt la cultura de Caral (Perú), amb una data inicial superior el 2600 aC

## Etapa arcaica
En la seqüència precolombina d'Amèrica del Nord les primeres etapes culturals foren proposades per Gordon Willey i Philip Phillips el 1958, l'etapa arcaica o "període mesoindi" va ser el segon període de l'ocupació humana a les Amèriques, del voltant de 8.000 a 2.000 abans de Crist. El seu final es defineix per l'adopció de l'agricultura sedentària, aquesta data pot variar "de manera significativa a través de les Amèriques."
El període Arcaic va seguir la fase lítica i va ser reemplaçada per l'etapa formativa.
1. L'Etapa Lítica
2. L'Etapa arcaica
3. L'Etapa Formativa
4. L'Etapa Clàssica
5. L'Etapa Postclàssica

L'etapa arcaica es caracteritza per l'economia de subsistència recolzats a través de l'explotació de núcules, llavors, i marisc. S'han identificat nombroses variacions locals. El període s'ha subdividit per regions i després pel temps. Per exemple, la tradició Arcaic del Sud-oest se subdivideix en les cultures Dieguitos-Pinto, Oshara, Cochise i chihuahua.

## Etapa arcaica a Amèrica del Nord
Des de la dècada de 1990, s'ha datat amb seguretat els múltiples llocs de l'Arcaic Mitjà al nord de Louisiana, Mississippi i Florida s'han qüestionat els models tradicionals de desenvolupament, com les societats de caçadors-recol·lectors a la baixa Vall del Mississippi organitzades per construir complexos monticles monumentals tan d'hora com 3500 aC (confirmat a Watson Brake), continuant amb la construcció en un període de 500 anys. Aquests llocs de monticles aviat com Frenchman's Bend i Hedgepeth eren d'aquest període; tots eren societats localitzades. Ara Watson Brake és considerat el complex monticle més antic d'Amèrica, anterior que van construir a Poverty Point (tots dos es troben al nord de Louisiana) per prop de 2.000 anys. Més de 100 llocs han estat identificats com a associata a la cultura Poverty Point regional del període Arcaic Tardà, i era part d'una xarxa regional de comerç a tot el sud-est.
A l'altre costat del que avui és el Sud-est dels Estats Units, a partir de prop de 4000 aC, s'explotaren els recursos dels aiguamolls creant grans middens (cloïssers). Els middens es van desenvolupar al llarg dels rius, però hi ha evidències limitades dels pobles arcaics al llarg de les costes abans de 3000 aC. Els llocs arcaics de la costa poden haver estat inundats per la pujada del nivell del mar (un lloc de 15 a 20 peus d'aigua del comtat de St Lucie (Florida) ha estat datat en 2800 aC). Comencen al voltant de 3000 aC les evidències de l'explotació a gran escala d'ostres. Durant el període de 3000 aC al 1000 aC es desenvoluparen anells de cloïssa, grans cloïssers al voltant de centres oberts, al llarg de la costa del sud-est dels Estats Units. Aquests anells de cloïssa són nombrosos a Carolina del Sud i Geòrgia, però també es troben repartits per la Península de la Florida i al llarg de la costa del Golf de Mèxic cap a l'oest fins al riu Pearl. En alguns llocs, com a Horr's Island del Sud-oest de Florida els recursos eren prou rics per a suportar comunitats considerables comunitats constructores de monticles. Quatre monticles de cloïssa i/o sorra a l'illa de Horr han estat datats entre 4.870 i 4.270 abans del present.
Els jaciments arqueològics i artefactes datats aproximadament 5000 BP proporcionen evidències que els primers pobladors del que avui és el Lloc Nacional Històric del Canadà Kay-Nah-Chi-Wah-Nung eren pobles de l'arcaic. El lloc, que és considerat com un dels "més importants centres de primer habitatge i enterrament cerimonial al Canadà", està situat al costat nord del riu Rainy al Nord-oest d'Ontario, Canadà. Forma part d'una xarxa de comerç a tot el continent per la seva ubicació estratègica al centre de les principals vies fluvials d'Amèrica del Nord. Llurs monticles encara són visibles avui.